# Michel Hidalgo

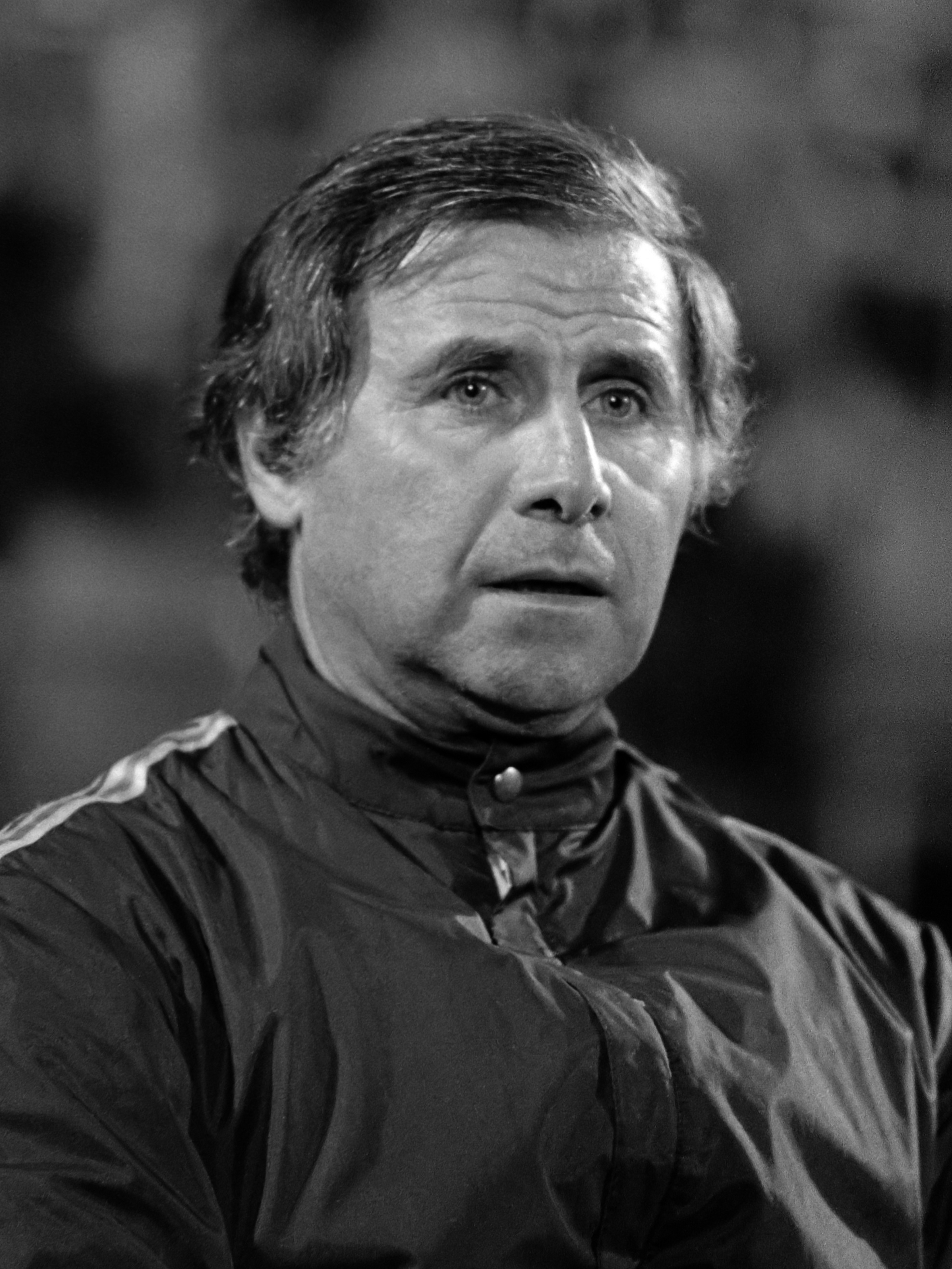
Michel Hidalgo (1981)

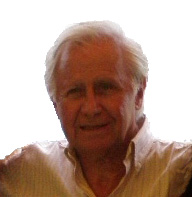
Michel Hidalgo (2010)

Michel Hidalgo (* 22. März 1933 in Leffrinckoucke; † 26. März 2020 in Marseille) war ein französischer Fußballspieler und -trainer. Als Trainer der französischen Nationalmannschaft wurde er 1984 Europameister.

## Spielerkarriere
Geboren nahe der belgischen Grenze und aufgewachsen in der Normandie, gewann Hidalgo seinen ersten Titel (Normandie-Meister der Junioren mit der US Normande aus Colombelles) im Jahr 1952. Der Stürmer wechselte unmittelbar danach zum Traditionsverein Le Havre AC und 1954 zur seinerzeit stärksten Mannschaft des Landes, Stade Reims. Mit Reims stand er u. a. auch im allerersten Endspiel des Europapokals der Landesmeister gegen Real Madrid (1956), in dem er den Treffer zur zwischenzeitlichen 3:2-Führung erzielte. Von 1957 bis 1966 spielte er für die AS Monaco, anschließend noch als Spielertrainer beim RC Menton. Zudem war Michel Hidalgo zwischen 1964 und 1969 Präsident der französischen Spielergewerkschaft UNFP.
Hidalgo hat 1962 ein Länderspiel für Frankreich (1:2 gegen Italien) bestritten.

## Trainerkarriere
Nach seiner Fußballlehrerausbildung arbeitete er im Trainerstab von AS Monaco, trainierte kurzzeitig den RC Menton und wurde Ștefan Kovács’ Trainerassistent bei der französischen Nationalmannschaft. Im März 1976 löste er Kovacs als Cheftrainer der Èquipe tricolore ab und brachte diese nach zwölfjähriger Abwesenheit 1978 erstmals wieder zu einer Weltmeisterschaftsendrunde. Kurz vor dem Abflug zur WM 1978 wurde Hidalgo, als er sich mit seinem Wagen auf dem Weg zum Bahnhof befand, Opfer eines bewaffneten Überfalls, bei dem er entführt werden sollte. Ihm gelang es, sich des Revolvers der Angreifer zu bemächtigen und sie zu vertreiben. Mit einer Entführung Hidalgos planten die Täter, politische Häftlinge im WM-Gastgeberland Argentinien freizupressen.
In der Folgezeit der WM 1978 bildete er rund um die drei Mittelfeldspieler Michel Platini, Jean Tigana und Alain Giresse jeweils ein „magisches Viereck“, bis 1982 mit Bernard Genghini, danach mit Luis Fernández; mit diesen Formationen erreichte Michel Hidalgo bei der WM 1982 das Halbfinale und gewann bei der Europameisterschaft 1984 den Titel. 1982 wurde er zum Trainer des Jahres gewählt; der 2:0-Sieg im EM-Finale von Paris gegen Spanien, der erste Titel Frankreichs in einer Mannschaftssportart, machte ihn sporthistorisch zu einer bedeutenden Figur. Kurz nach diesem Höhepunkt seiner Laufbahn trat Hidalgo im Juni 1984 nach achteinhalb Jahren als Nationaltrainer zurück.
Im Jahr 2004 trainierte er die Nationalelf der Demokratischen Republik Kongo.

## Funktionärskarriere
Noch als Vereinstrainer in Monaco hatte er auch weitere Aufgaben im französischen Fußballverband FFF übernommen, war zunächst Spielausschussvorsitzender für die Region Südost, von 1982 bis 1986 nationaler Technischer Direktor. Es folgten fünf erfolgreiche Jahre als Manager und rechte Hand von Bernard Tapie bei Olympique Marseille (1986–1991).
Michel Hidalgo starb am 26. März 2020, vier Tage nach seinem 87. Geburtstag. Bis zuletzt war er noch als Mitkommentator bei einer Fußballsendung auf Télé Monte Carlo tätig gewesen.

## Rezeption
„Michel Hidalgo ist einer der größten Namen des französischen Fußballs … Durch seine Spielphilosophie, seine Persönlichkeit und seine unvergleichliche Leidenschaft hat er unseren Sport auf internationaler Ebene geprägt und zu dessen Popularität in Frankreich beigetragen. Er hat uns unbeschreibliche Emotionen beschert, die wir nie vergessen werden“

## Erfolge

### Als Spieler
- Französischer Fußballmeister: 1955 (mit Reims), 1961 und 1963 (mit Monaco)
- Französischer Fußballpokalsieger: 1960 und 1963 (mit Monaco)
- 369 Einsätze und 62 Tore in der D1 (47/13 für Le Havre, 66/23 für Reims, 256/26 für Monaco)

### Als Trainer
- Europameister der Nationalmannschaften: 1984
- Französischer Trainer des Jahres: 1982

### Als Manager
- Französischer Meister: 1989, 1990, 1991 (mit Marseille)
- Französischer Pokalsieger: 1989 (mit Marseille)